# Schinopsis
Schinopsis es un género de árboles nativos de Sudamérica, que crecen en la región del Chaco y de los Bosques Secos Estacionales Neotropicales (BSEN), en Argentina, Bolivia y Paraguay. Su nombre común, quebracho, es una contracción de quebra-hacho, y alude a la extrema dureza de su madera, empleada en ebanistería.

## Taxonomía
El género fue descrito por Heinrich Gustav Adolf Engler y publicado en Flora Brasiliensis 12(2): 403. 1876. 

## Especies
- Schinopsis balansae (quebracho colorado chaqueño),
- Schinopsis haenkeana (horco quebracho, o quebracho del cerro),
- Schinopsis heterophylla (quebracho colorado mestizo),
- Schinopsis lorentzii (quebracho colorado santiagueño, coronillo),
- Schinopsis cornuta (quebracho bolí),
- Schinopsis boqueronensis,
- Schinopsis brasiliensis,
- Schinopsis peruviana.